# マット・ライナート
マット・ライナート（Matt Leinart、1983年5月11日 - ）はカリフォルニア州サンタアナ出身の元アメリカンフットボール選手。現役時代のポジションはクォーターバック。左投げである。

## 経歴

### プロ入りまで
生まれつき斜視であり、3歳の時に手術を行った。大学進学を決める際、ポール・ハケットヘッドコーチ、ヒュー・ジャクソンオフェンスコーディネーターのいるUSCへの進学を決意していたが、2000年シーズン終了後、ハケットと多くのコーチが解任されたためジョージア工科大学、アリゾナ州立大学、オクラホマ大学への進学も考えた。最終的に彼が選んだのはピート・キャロルヘッドコーチが就任したUSCであった。1年次にはハイズマン賞を受賞するカーソン・パーマーの控えQBとなった。2年次には先発QBの座を1学年上のマット・キャセルと争った末勝ち取り11勝1敗でシーズンを終えた。ミシガン大学とのローズボウルではパス34本中23本成功、327ヤード、3タッチダウンパスを投げてMVPに輝いた。13試合でパス402本中255本成功、3,556ヤード、38タッチダウンパス、9インターセプトの成績を残した。ハイズマン賞の投票では6位となった。
3年次に2,990ヤード、28タッチダウンパスの成績を残しレギュラーシーズンを12連勝し大学を全米ランク1位に導く活躍を見せてハイズマン賞を受賞した。オレンジボウルでは同じくハイズマン賞を受賞したことのあるジェイソン・ホワイトのオクラホマ大学と対戦し5本のタッチダウンパスを決めて55-19で勝利した。ドラフトにアーリーエントリーすれば全体1位で指名を受けて巨額の契約を勝ち取る可能性もあったが、4年次も大学に残る決断を下した。
4年次の2005年にもレギュラーシーズン12戦全勝を果たした。ノートルダム大学戦では自己ベストの400ヤードを投げた。この試合リードされて残り時間1分36秒、自陣26ヤード、第4ダウン残り9ヤードの場面でオーディブルでプレーを変えてマンツーマンカバーを打ち破る61ヤードのパスを成功、最後は残り3秒でQBスニークを決めて34-31で勝利した。この年のハイズマン賞の投票でもチームメートのレジー・ブッシュ、テキサス大学のQBヴィンス・ヤングに次いで3位となった。ローズボウルでヤングのテキサス大学と対戦しパス40本中29本成功、365ヤードを投げたが38-41で敗れた。
4年間でパス1245本中807本成功（成功率64.8%）、10,693ヤードを投げて99タッチダウンパス、23インターセプトであった。タッチダウンパス、パス成功率はUSC記録、獲得ヤードもカーソン・パーマーに次いで史上2位であった。先発した37試合中負けた試合はわずか2試合で彼の背番号11は永久欠番となった。

### アリゾナ・カージナルス
2006年にNFLドラフト1巡目全体10位でアリゾナ・カージナルスに指名された。8月8日までホールドアウトを続けたが8月14日に6年5100万ドルの契約を結んだ。同年11月26日のミネソタ・バイキングス戦ではNFLルーキー記録となる405ヤードのパスを投げたが6-10で試合には敗れた（この記録は2009年にマシュー・スタッフォードが422ヤードを投げて更新した。）。第16週のサンフランシスコ・フォーティナイナーズ戦で左肩を痛めた。この年11試合に先発出場し2,547ヤード、11タッチダウンの成績を残し彼が先発した試合でチームは4勝7敗であった。
2年目の2007年10月7日、セントルイス・ラムズ戦でウィル・ウィザースプーンにサックされた際に鎖骨を骨折しシーズン絶望となった。この年5試合に先発出場しパス成功率53.6%、647ヤード、2タッチダウン、4インターセプトの成績に終わった。
2008年、エースQBの座をカート・ワーナーと争ったが敗れ、ワーナーの活躍でチームは第43回スーパーボウルまで進出した。
2009年もワーナーの控えとなった。シーズン終了後ワーナーが引退し、チームにはプロボウルに選ばれたこともあるデレック・アンダーソンが加入したが、2010年3月にケン・ウィゼンハントヘッドコーチによって、そのシーズンのエースQBに指名された。しかしプレシーズンでは思うような結果を残すことができず、途中から先発QBの座をアンダーソンに譲った。最終的に先発QBの座を取り返すことはできず、最終ロースターカットの期限である9月4日、チームから放出された。4シーズン所属したカージナルスで彼が先発出場したのは11試合、7勝であった。

### ヒューストン・テキサンズ
カージナルスを解雇された直後、控えQBを必要としていたヒューストン・テキサンズが興味を示し、ライナートはテキサンズと1年契約を結んだ。2010年シーズンは出場機会はなく、先発QBのマット・ショーブ、2番手QBのダン・オーロフスキーの他に2011年のドラフト5巡でテキサンズがT・J・イエーツを指名したこともあり、放出されるのではないかという見方もなされていたが、同年7月、チームと再契約を果たした。
エースQBのマット・ショーブが故障したため、第12週のジャクソンビル・ジャガーズ戦で2年ぶりに先発出場したが利き腕である左肩を痛めて退場、その後の検査で鎖骨を骨折していることがわかり、そのまま故障者リスト入りし、シーズン絶望となった。2012年3月12日、テキサンズより解雇された。

### オークランド・レイダース
2012年5月1日、オークランド・レイダースと1年契約を結んだ。第16週のカロライナ・パンサーズ戦では第1Qに負傷したカーソン・パーマーに代わって途中出場したが115ヤード獲得、1INTと結果を出せなかった。シーズン終了後、フリーエージェントとなった。

### バッファロー・ビルズ
2013年8月25日、EJ・マニュエルがひざを負傷し、ケビン・コルブが脳震盪を起こしたバッファロー・ビルズにタデアス・ルイスと共に加入したが、デトロイト・ライオンズとのプレシーズンゲームで、パス10本中3本成功、11ヤード、2インターセプトに終わり、8月30日に解雇された。

## 人物
NFLネットワークのマイケル・ロンバルディによると、練習態度やプレッシャーを受けるとすぐにパスを投げてしまう部分が問題視されてカージナルスを放出されたと分析されている。
カージナルス時代の2008年にアリゾナ州スコッツデイルでセレブリティ・ビーチボウルを開催している。